# Rue du Bac (Suresnes)
Pour les articles homonymes, voir Rue du Bac (homonymie).
La rue du Bac est une voie publique de la commune de Suresnes, dans le département français des Hauts-de-Seine.

## Situation et accès

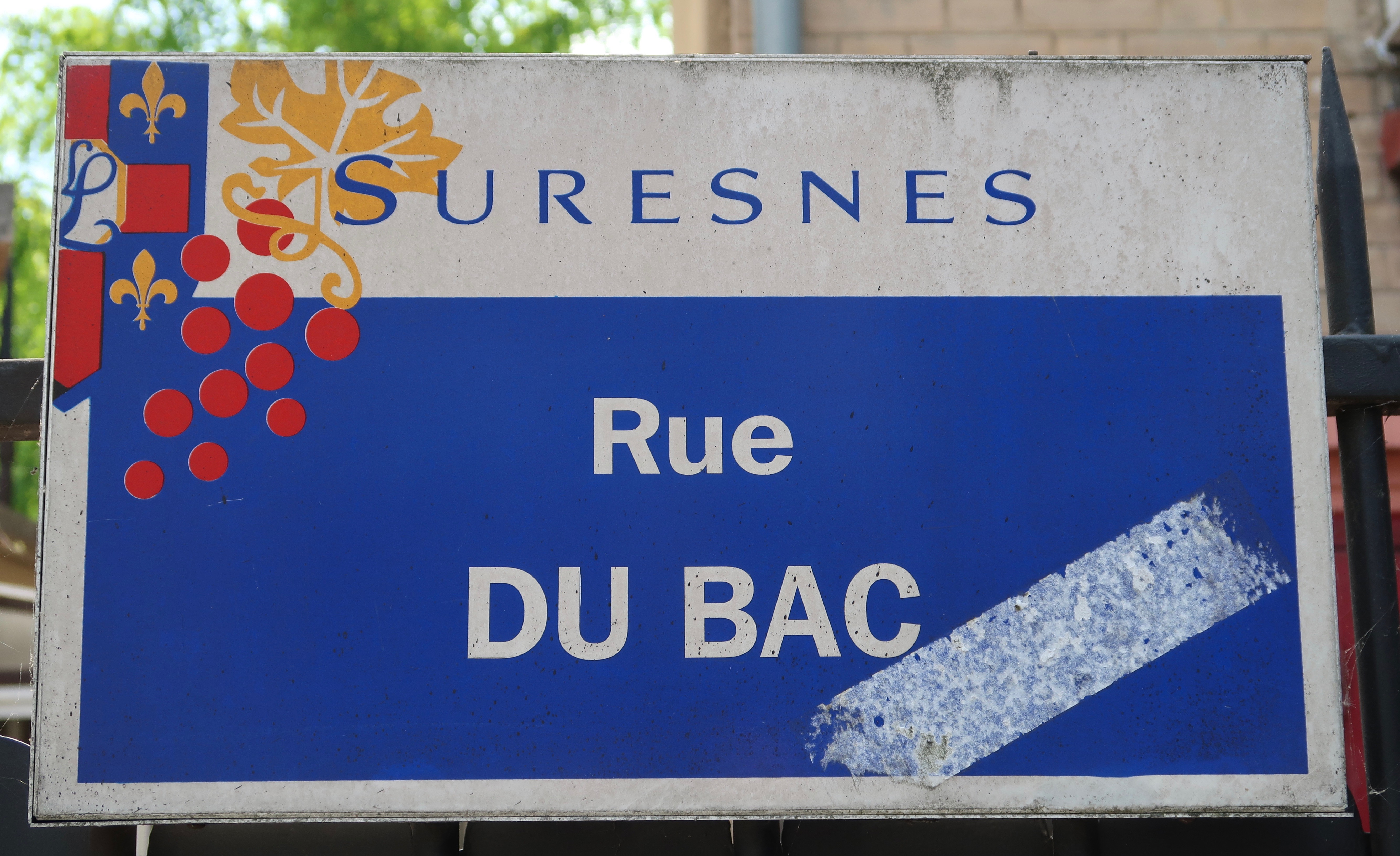
Plaque de la rue.

La rue commence place Henri-IV et se termine quai Gallieni, qui longe la Seine.
Elle est desservie par la gare de Suresnes-Mont-Valérien (lignes L et lignes U du Transilien) et par la gare de Suresnes-Longchamp (ligne 2 du tramway).

## Origine du nom

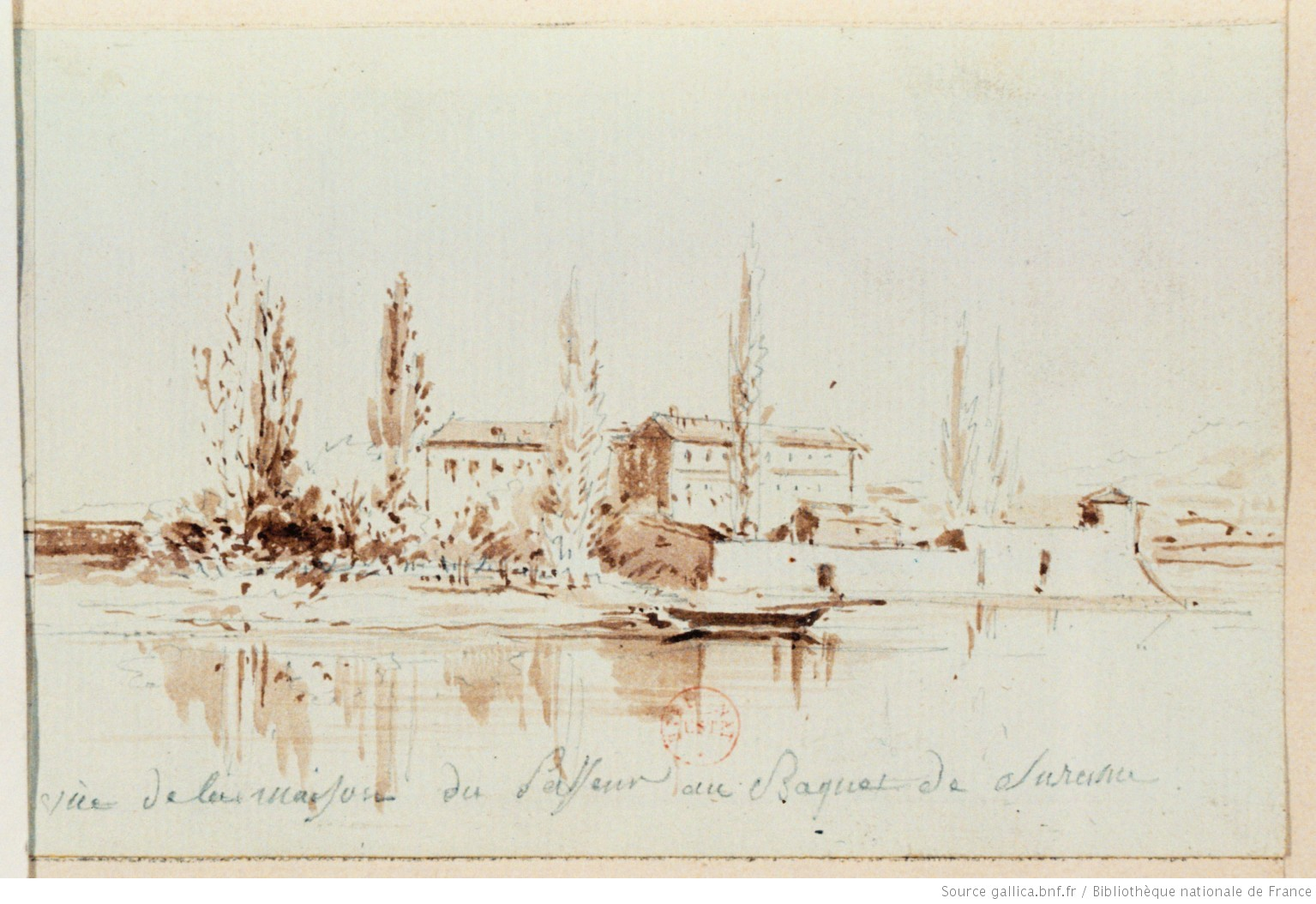
Vue de la maison du passeur au baquet de Suresnes, 1797.

Son nom provient du bac de Suresnes, un bac qui avant la construction du premier pont de Suresnes permettait de traverser la Seine, de l'embarcadère qui se trouvait à l'est de la voie jusqu'à l'autre rive, au débouché du chemin de l'Abbaye, qui desservait l'abbaye royale de Longchamp, et par extension Paris.
Au cours de l'Histoire, la voie a porté successivement plusieurs noms : ruelle aux Bœufs (c. XVe siècle), petite ruelle (1731), rue du Bac (1813), rue du Roi-de-Suède (1864) et de nouveau rue du Bac depuis 1881.

## Historique

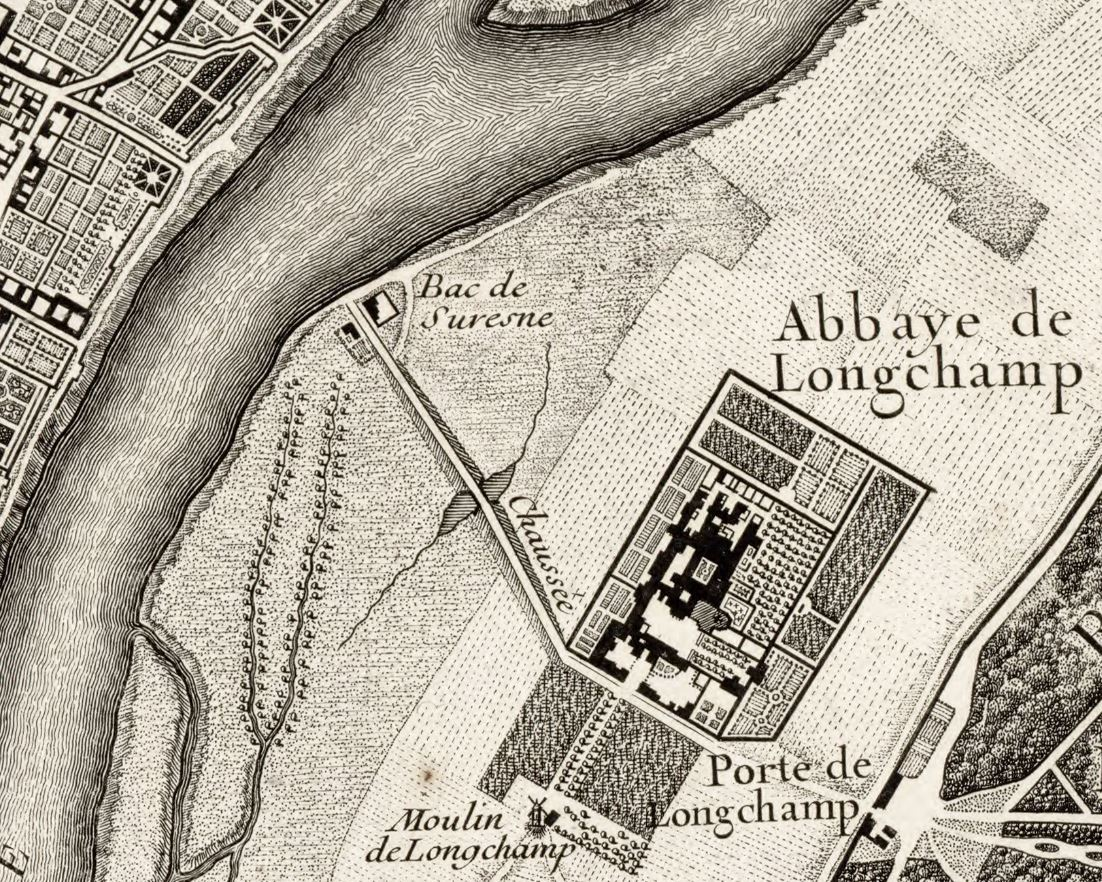
Le bac de Suresnes sur le plan de Roussel en 1731. La rue du Bac est face au chemin de l'Abbaye.

Aux XVIIe – XVIIIe siècles, autour du petit village de Suresnes, de riches propriétaires parisiens se font construire des villégiatures dotées de vastes jardins. Elles disparaissent au XIXe siècle, absorbées lors de la révolution industrielle et de l'urbanisation qui s'ensuit. Louis II de La Trémoille, duc de Noirmoutier possédait par exemple une propriété située entre la rue de la Barre, la rue du Bac, la rue des Bourets et la Seine. En 1782, elle est la propriété de Madeleine Péan, veuve de l'écuyer seigneur de Morande et économe général du clergé de France Louis Meny. En 1822, Rouques, teinturier à Paris, acquiert une partie du domaine. Il s'agit du premier îlot important de Suresnes où s'établissent des activités proto-industrielles. La teinturerie évacue ses eaux dans la Seine. L'année suivante, Rouques fait élever une cheminée et en 1830 obtient le droit d'acquérir une machine à vapeur.
En 1852, Terrier, qui a repris la teinturerie, s'associe avec Jean Bernadotte (petit cousin du roi de Suède Charles XV de la maison Bernadotte), lequel prend finalement la direction de l'affaire. Souhaitant inviter son cousin à visiter son usine lors de l'exposition universelle de 1867, il propose d'édifier une fontaine à l'angle de la rue du Bac et de la rue des Bourets, à la condition que la première soit renommée « rue du Roi-de-Suède ». Le roi ne vient finalement pas mais la rue garde ce nom jusqu'en 1881,.

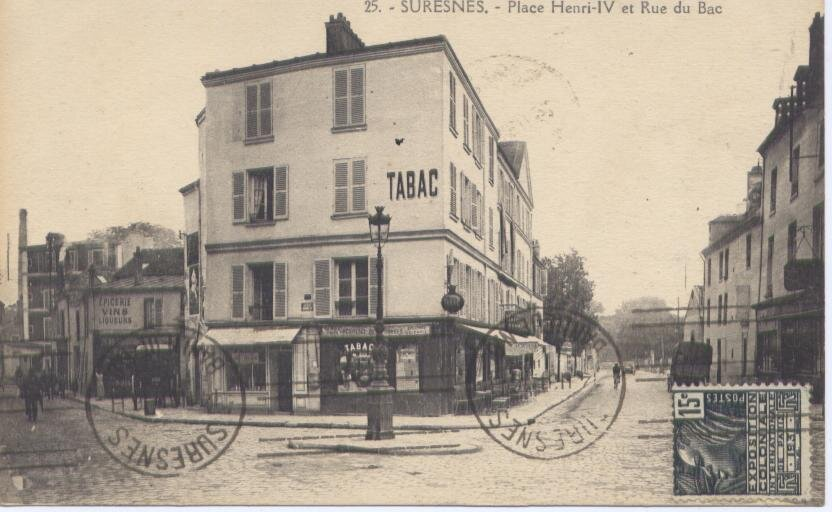
La rue du Bac au croisement avec la place Henri-IV sur une photographie ancienne.

C'est le 10 mai 1838 que la municipalité de Suresnes approuve un projet de pont suspendu partant de cette rue, afin de remplacer le bac, dont le dernier passeur avait cessé son activité l'année précédente. L'administration nationale a toutefois gain de cause et le point de départ du pont est finalement déplacé plus au sud, au niveau de la rue de la Barre, renommée rue du Pont (disparue lors du réaménagement du quartier dans les années 1970, elle se situait peu ou prou au niveau de l'actuelle galerie Bagatelle). Quant au pont, inauguré en 1842, il est incendié en 1870, reconstruit en 1874, agrandi en 1901 puis finalement remplacé par un nouveau pont en 1951, en amont de l'ancien,,.
Le 13 février 1865, par autorisation impériale, un marché est créé rue du Bac. Ouvert le mercredi et le samedi, il constitue une innovation importante dans le développement de Suresnes. Il est transféré après la guerre de 1870 au niveau de l'actuelle place du 8-Mai-1945,.
Lors de la Première Guerre mondiale, qui mobilise beaucoup d'ouvriers, certaines usines doivent fermer. Des cantines populaires dirigées par la femme du maire sont installées rue du Bac et rue du Mont-Valérien.
Au début de la Seconde Guerre mondiale et de l'Occupation, le 24 juin 1940, la première présence allemande se manifeste par un side-car arrivant par la rue du Bac.

## Bâtiments remarquables et lieux de mémoire

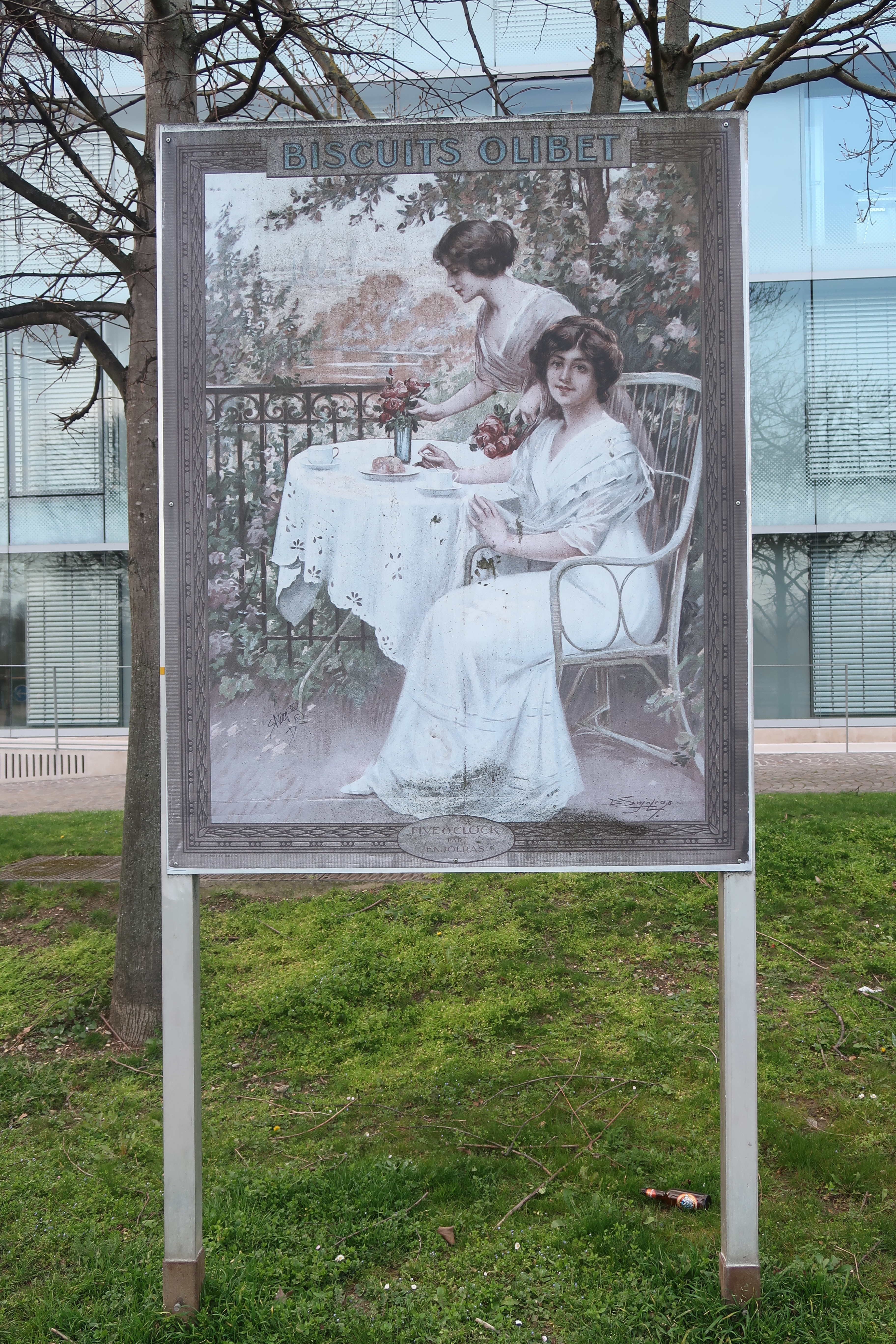
Le panneau.

- Au croisement avec le quai Gallieni, un panneau figurant une publicité de l'ancienne entreprise de biscuits Olibet rappelle l'histoire industrielle de Suresnes, quand des usines bordaient ses quais entre la seconde moitié du XIXe siècle et la première moitié du XXe siècle. En effet, en 1880, la biscuiterie Olibet est construite sur une partie de la propriété qui appartenait au début du XVIIIe siècle à la famille d'Estrée, entre la rue du Port-au-Vin et la rue du Bac. Les enfants de Suresnes vinrent un certain temps s’y fournir auprès du concierge, qui leur donnait les biscuits cassés impropres à la vente. L'usine est démolie en 1940 pour laisser place à une entreprise métallurgique[14],[15].
À ce niveau se trouve de nos jours le siège de Louis Dreyfus Armateurs.
- Au sud-ouest, la rue borde le « Village anglais ». Il doit son nom aux maisons alignées comme dans une ville anglaise, avec un style architectural harmonieux. Datant de 1923, dans un contexte où l'architecture anglo-normande est en vogue et l'usage de la brique favorisé dans les projets urbains inspirés de ce qui se fait outre-Manche, il est construit sur le site de l'ancienne teinturerie Meunier, disparue en 1893. Si chaque habitation est unique, elles sont toutes construites en brique, en pierre meulière et en moellon, certaines ayant des poutres apparentes. Les toits sont à deux pentes, avec des tuiles[16],[17],[18].